# Igor Bondarevsky
Igor Zakharovich Bondarevsky, em russo:  Игорь Захарович Бондаревский, (Rostov do Don, 12 de maio de 1913 — Pyatigorsk, 14 junho de 1979)  foi um jogador, treinador e autor russo soviético de xadrez.  Ele possuía o título de Grande Mestre tanto pela FIDE quanto na modalidade xadrez por correspondência. Bondarevsky foi co-campeão soviético de 1940 e anos mais tarde foi treinador  do campeão mundial Boris Spassky. 

## Primeiros anos
Igor Bondarevsky jogou o 5º Campeonato Soviético, em Gorky, em 1935, marcando 4 pontos em nove partidas, ficando empatado no 6º-7º lugar; o vencedor foi Alexander Tolush . No ano seguinte, Bondarevsky venceu invicto o torneio da União dos Sindicatos da primeira categoria em Leningrado, com 11½  pontos em 14 partidas. Este resultado lhe rendeu um convite para o campeonato soviético do ano seguinte.  Em Moscou, em 1937, em seu primeiro evento internacional, Bondarevsky, obteve uma pontuação de 2½ / 7, ficando empatado no 7º-8º; o vencedor foi Reuben Fine; No 10º campeonato soviético de xadrez (em Tbilisi,  em 1937), obteve 9½ / 19 terminando em 10º-12º lugar; o vencedor foi Grigory Levenfish. 

## Juntando-se à elite, campeão soviético
Bondarevsky se juntou à elite soviética ao terminar em sexto no 11º Campeonato da URSS, em Leningrado, em 1939, com 10 pontos em 17, desempenho suficiente para qualificá-lo automaticamente para o campeonato do próximo ano. Ele alcançou o ápice da carreira em 1940, dividindo o primeiro lugar com Andor Lilienthal no 12º campeonato da URSS, em Moscou, à frente de Paul Keres, Isaac Boleslavsky e Botvinnik. Surpreendentemente, não houve nenhum match de desempate entre os dois vencedores. Em vez disso, foi organizado o "Campeonato Absoluto da URSS" em 1941, realizado em Leningrado e Moscou, uma inédita competição. Esse foi um dos torneios mais fortes já realizados até então, com seis dos quinze melhores jogadores do mundo. Botvinnik, que teve uma má atuação no campeonato regular de 1940, venceu o evento adicional em 1941, com o vice ficando com Keres, depois vieram Boleslavsky, Vasily Smyslov, Lilienthal; Bondarevsky ficou em último lugar.
No ciclo para o campeonato mundial de xadrez de 1951, Bondarevsky jogou o Interzonal de 1948 em Saltsjöbaden, dividindo o sexto/nono lugar e se classificando para o Torneio de Candidatos, em Budapeste, em 1950, mas não pôde jogar por causa de uma doença. Depois disso, jogou apenas mais alguns torneios, com um resultado notável sendo o segundo lugar atrás de Svetozar Gligorić no Torneio de Hastings 1960/61.
Bondarevsky esteve entre os 27 jogadores que receberam o título de Grande Mestre Internacional em 1950 pela Federação Mundial de Xadrez (FIDE) em sua lista inaugural. Ele obteve o título de árbitro internacional em 1954 e o título de Grande Mestre Internacional de Xadrez por Correspondência em 1961.

## Treinando Campeões do Mundo
Bondarevsky foi treinador de Boris Spassky durante sua vitoriosa jornada pelo Campeonato Mundial de Xadrez, iniciando no início dos anos 1960 e culminando com a vitória de Spassky sobre Tigran Petrosian na disputa pelo título de 1969 .

## Vida pessoal
Bondarevsky era graduado em Economia. Sua esposa, Valentina Kozlovskaya, também foi uma jogadora de xadrez. 